# La Terre est ronde
Singles de Orelsan
Plus rien ne m'etonne
(2011) Ils sont cools
(juin 2012)
Pistes de Le Chant des sirènes
La petite marchande de porte-clefs
(9) 1990
(11)
La Terre est ronde est une chanson du rappeur français Orelsan sortie le 24 décembre 2011 sous format numérique. 5e single extrait de l'album studio Le Chant des sirènes, la chanson a été écrite par Orelsan, Frédéric Savio et produite par ce dernier. Le single entre dans le top 20 en France dans le classement du 26 mars 2012.

## Clip vidéo
Le clip vidéo, réalisé par son frère Clément Cotentin, de 4 minutes et 12 secondes, est mis en ligne sur le site de partage YouTube le 28 décembre 2011 par le compte d'Orelsan.

## Liste des pistes
Promo - CD-Single
1. La terre est ronde - 3:39

## Classement par pays
| Classement (2012)                       | Meilleure position |
| --------------------------------------- | ------------------ |
| France (SNEP)                           | 9                  |
| France (SNEP Airplay)                   | 18                 |
| Belgique (Wallonie Ultratop 50 Singles) | 15                 |